# Rue Basse (Lille)
La rue Basse est une rue de Lille, dans le Nord, en France. Il s'agit de l'une des rues les plus anciennes de la ville, dans le quartier du Vieux-Lille.

## Situation et accès
La rue Basse part de la rue Esquermoise et se poursuit jusqu'au début de la rue des Chats-Bossus qui la prolonge à partir du croisement avec la rue de la Grande-Chaussée. La rue croise les rues du Cirque, Lepelletier et Bartholomé-Masurel.

## Origine du nom
Elle porte ce nom en raison de sa position en contrebas de la Motte Madame (actuellement à l'emplacement de la cathédrale Notre-Dame de la Treille) masquée derrière les maisons.
Son emplacement pourrait être celui d'un bras primitif de la Deûle entre cette ancienne motte castrale et le « forum » mentionné dans la Charte de Baudouin V de 1066, îlot comprenant les actuelles rues de la Grande-Chaussée et Esquermoise à l'intérieur d'une ancienne zone inondable.

## Historique
La rue Basse, autrefois « Basse-Rue », était, avec la rue de la Barre, le parcours de transport des marchandises entre le port de la Haute-Deûle et celui de la Basse-Deûle avant l'ouverture du canal de la Moyenne Deûle qui supprime ce transit par voie de terre en 1751. Une partie de la rue s'est appelée « rue des Grimaretz », du nom d'un hospice bâti en 1343 du côté de la rue Esquermoise, puis rue des Dominicains, du nom d'un couvent dont la première pierre a été posée en 1588.
Ce couvent qui était en bas de l'ancien motte castrale (emplacement actuel de Notre-Dame de la Treille) et au bord de la rue Basse à partir de l'emplacement actuel de l'angle de la rue du Cirque vers la rue des Chats Bossus, fut endommagé par les canonnades du siège de 1792, détruit en 1795 et vendu comme bien national.
En 1793, elle prend brièvement le nom de « rue des Intrépides et de la Fédération ».
Les immeubles de l'angle de la rue du Cirque jusqu'au bâtiment du 30-32 ont été édifiés sur le terrain de l'ancien hôtel de Soubise qui s'étendait jusqu'au canal du pont de Weppes à l'emplacement actuel de la rue de Weppes. La rue Bartholomé Masurel a été également tracée à la place de cet hôtel particulier vendu par son propriétaire en 1847.

## Bâtiments remarquables et lieux de mémoire
La rue comprend plusieurs bâtiments protégés au titre des monuments historiques.
- L'immeuble au 11 rue Basse[5]. Le porche de cet immeuble est l'ouverture d'un passage qui communique avec le 26 rue Lepelletier.
- La maison au 16 rue Basse[6]
- L'ancien hôtel de l'Europe au 30 et 32 rue Basse[7]. Cet hôtel, actuellement, « Résidence des Princes de Soubise » a été édifié sur une partie du terrain de l'ancien hôtel de Soubise[8],[9].
- La maison au 33 rue Basse[10]
- L'immeuble au 45 rue Basse[11]

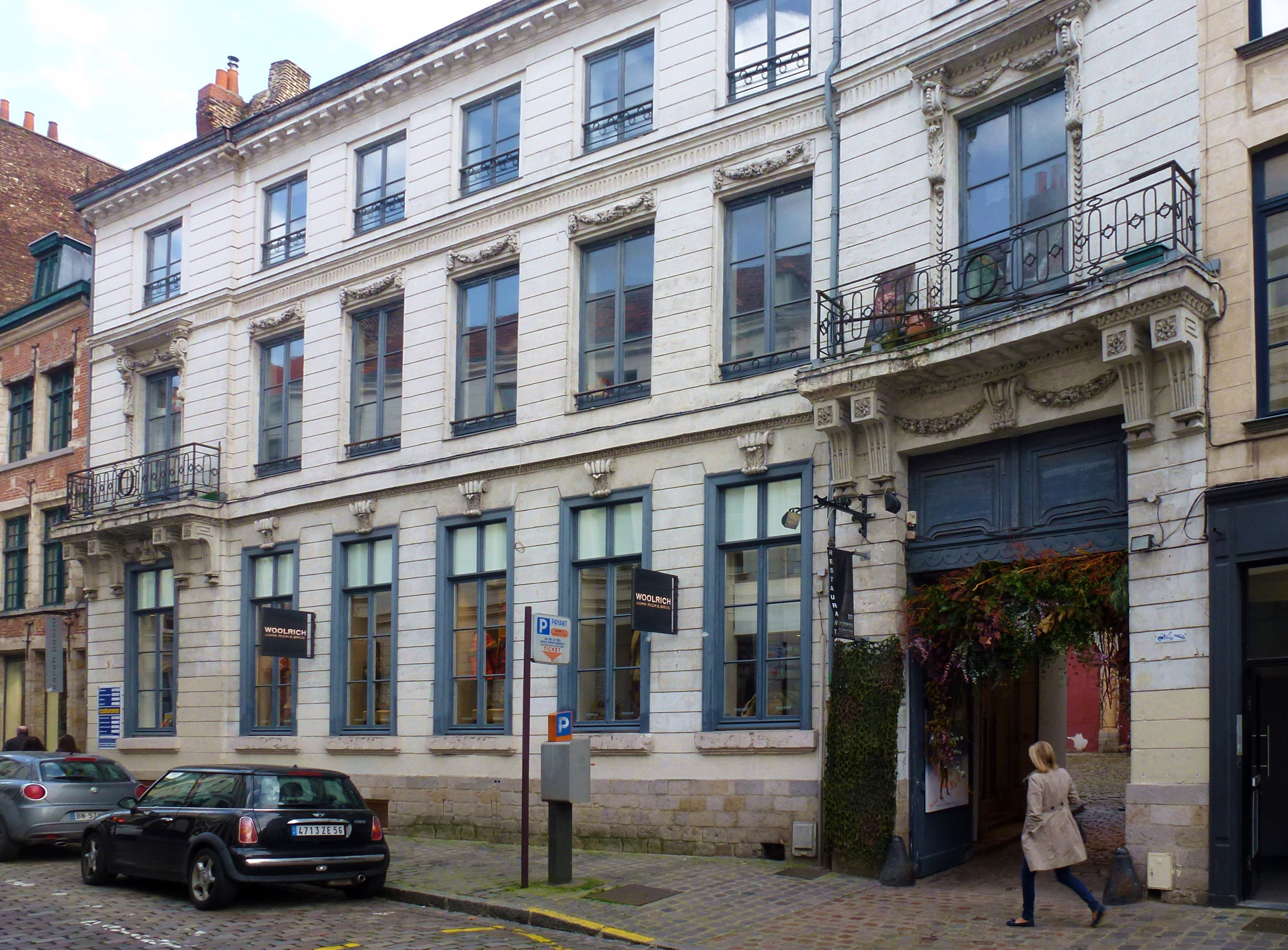
11 rue Basse
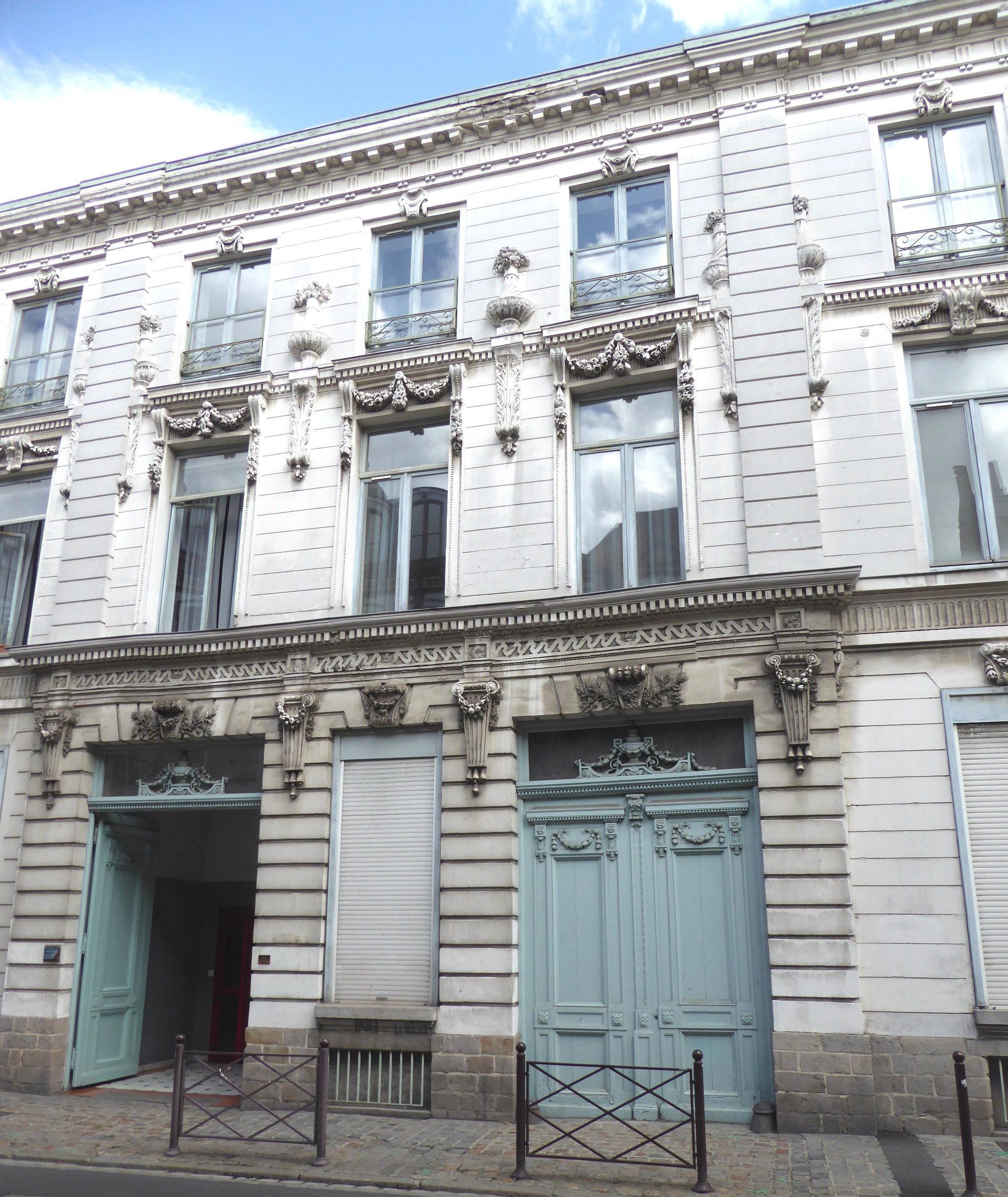
30-32 rue Basse
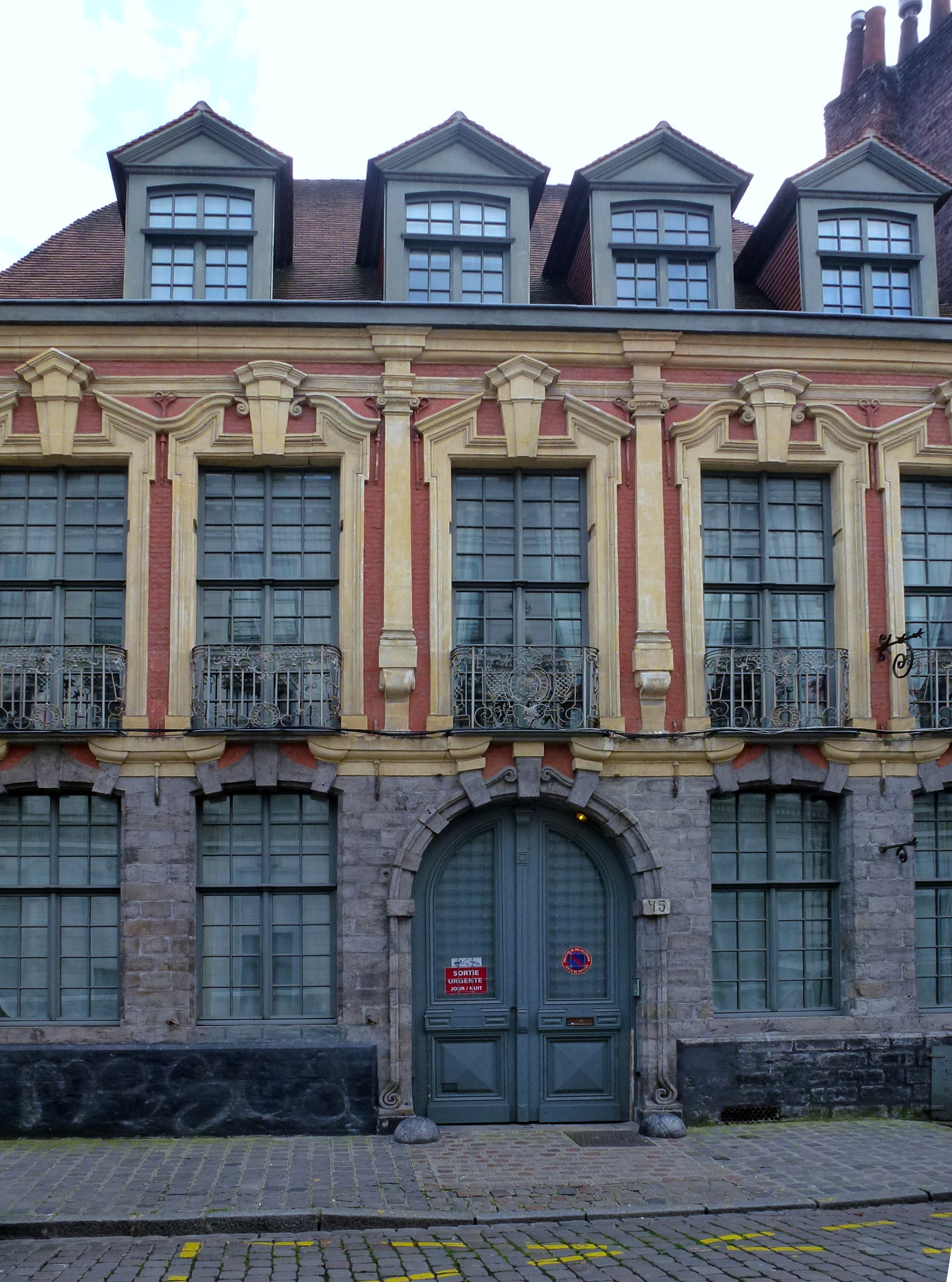
45 rue basse
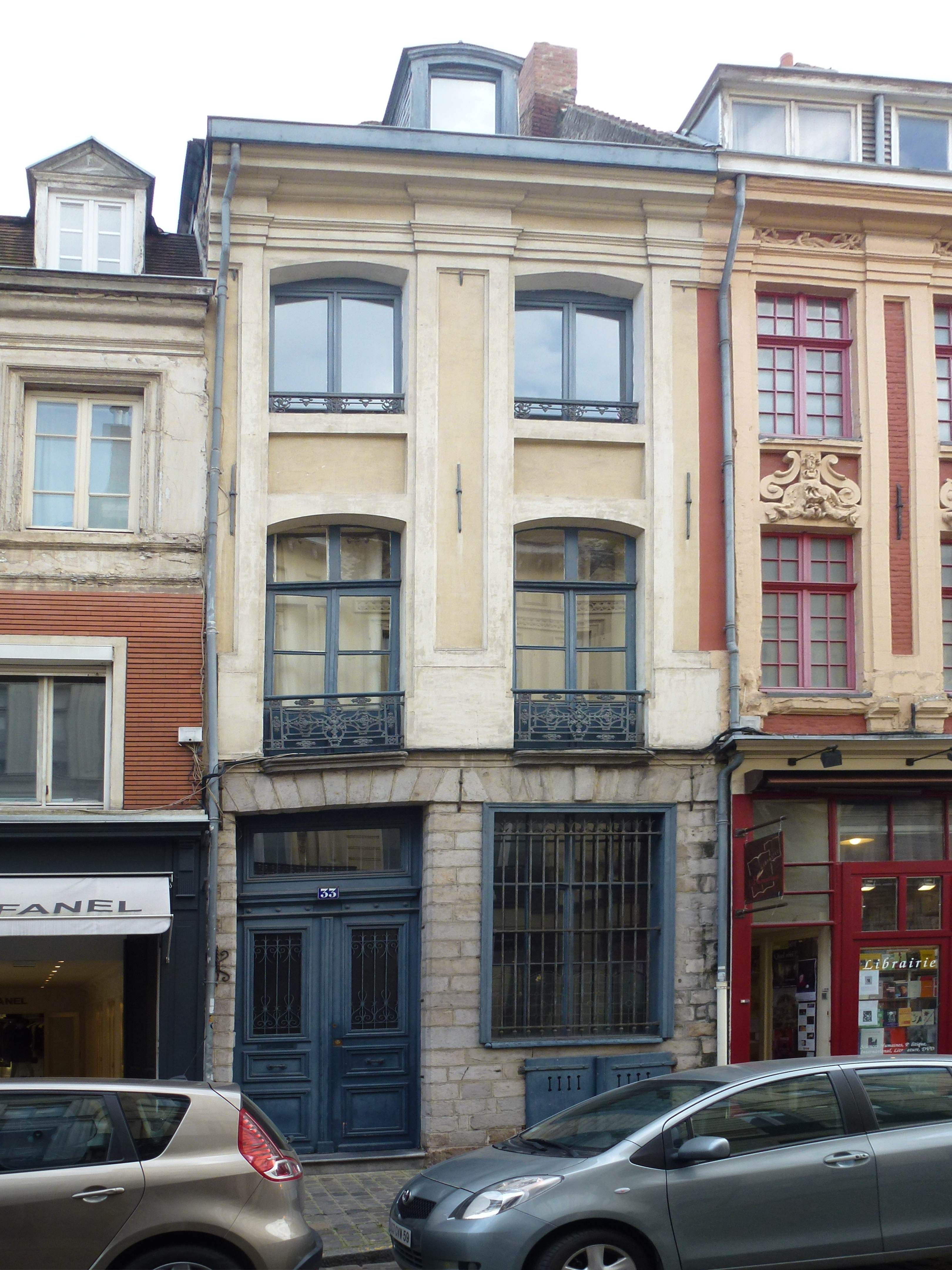
33 rue basse
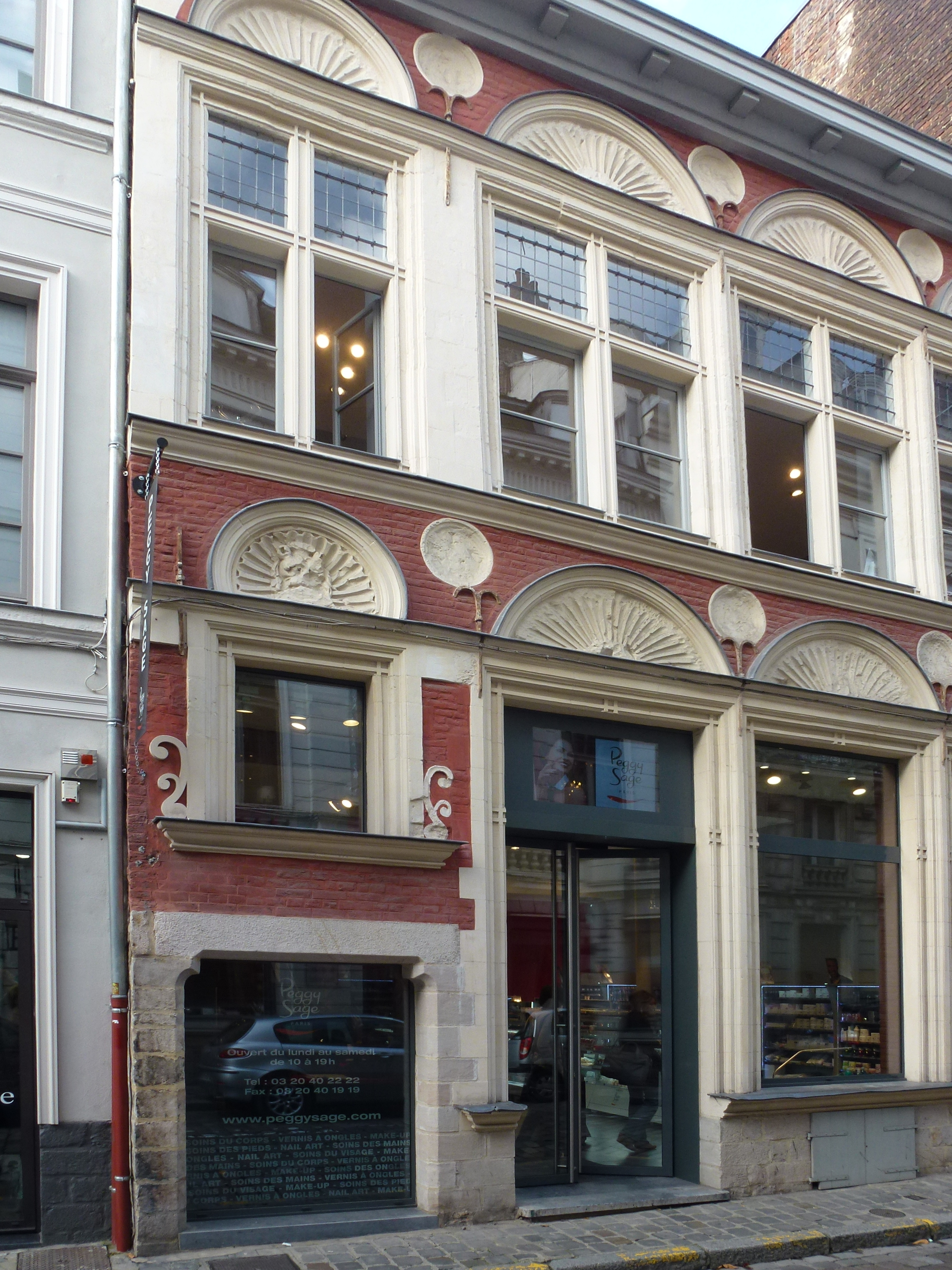
16 rue basse

Le barbier Maes est mort dans la maison située au no 38, le 30 avril 1823.